# Благородна лъжа
Благородната лъжа в политическата философия е неистина или мит, често с религиозен характер, съзнателно, разпространявана от елита, за да се запази социалната хармония. Написаното от Платон в „Държавата“ е примерът, послужил за развиването на такова схващане.

## Държавата на Платон
В „Държавата“, главният участник в диалога, Сократ, „различава два вида лъжа: лъжа с помисли и лъжа с думи. Да се лъже с думи може и съзнателно с цел другите да приемат за истина това, което говорителят знае, че е лъжа. В този случай душата не лъже. От друга страна, тя никога не лъже и не търпи лъжата доброволно, понеже лъжата противоречи на същността на душата, която винаги се стреми към истината. На практика всеки човек малко или много се явява лъжец. Но неговата лъжа в случая не е съзнателна, а е заблуждение или незнание. Следователно лъжата в помислите е незнание. Затова лъжата с думи може да бъде полезна в отделни случаи, а лъжата в помислите е винаги вредна.“
Следователно, „лъжата с думи е някакво подражание на особеностите на душата и съставен отпосле образ, а не е чиста лъжа“ [382c] .Кореспондиращи на трите части (според Платон) на душата, са  трите социални класи, които съставят предложената от него държава. Именно на тях трябва да бъде разказана благородната лъжа (γενναῖον ψεῦδος). За да поясни, Сократ сравнява тези класи с различни метали:
| „ | „Вие всички в държавата сте братя, така ще им говорим, като продължаваме да разказваме баснята. Бог обаче при създаването на хората примесил злато при раждането на ония от вас, които са способни да управляват. Затова те са достойни твърде много за почит. А на тия, които са определени за техни помощници, примесил сребро. При създаването на земеделците и другите занаятчии той прибавил желязо и мед. Ето защо вие всички сте роднини и по рождение сте твърде подобни един на друг. Възможно е обаче от златото да се роди сребърно поколение и от сребърното — златно, а така също и от всички останали — едно от друго. Затова бог нарежда на управляващите първо и най-много за нищо да не бъдат така добри стражи и за нищо да не бъдат така грижовни, както за поколенията, а именно за това от тия метали, което е примесено в техните души. Ако техният потомък е медно или желязно поколение, да нямат по никакъв начин милост към него, но да го изпратят на занаят или на земеделска работа, като отдават съответната чест на природата. Ако пък някой от занаятчиите и земеделците се роди като поколение със златен или сребърен примес, като го почетат, едни ще направят стражи, а други помощници, понеже има предсказание, че държавата тогава ще погине, когато я охранява желязо или мед“ [415a-c]. | “ |

Този мит, обаче, не е обикновена измама, а благородна лъжа, защото целта й е да ги накара „да се грижат те повече за държавата и един за друг“ [415d].